# Rapport Stroop

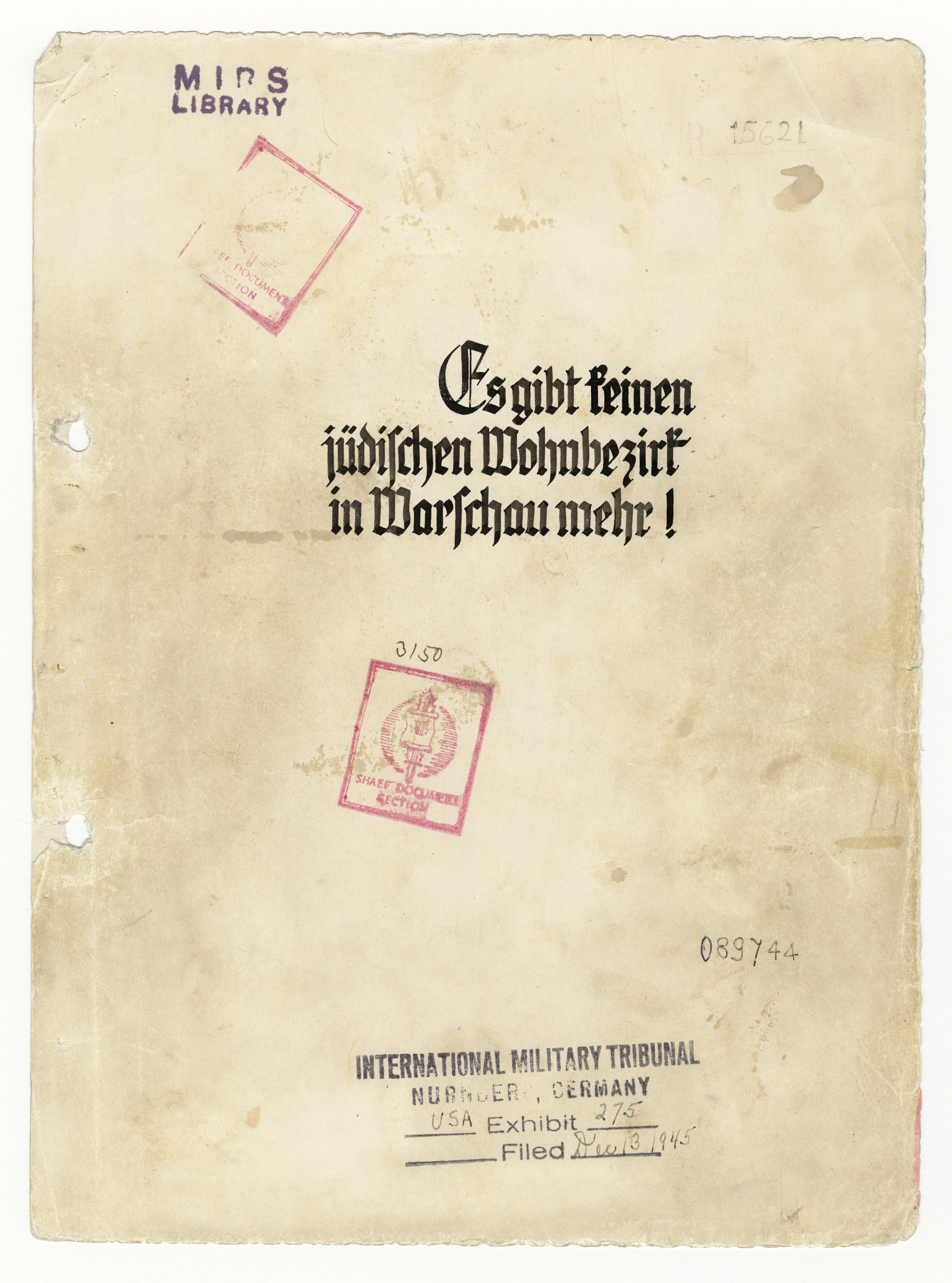
Page de couverture du rapport Stroop : Es gibt keinen jüdischen Wohnbezirk in Warschau mehr ! (« Il n’y a plus de zone de résidence juive à Varsovie ! »

Le rapport Stroop est un rapport officiel de soixante-quinze pages écrit en mai 1943 par Jürgen Stroop, membre de la Waffen-SS et commandant des forces allemandes qui liquidèrent le ghetto de Varsovie. Il rapporte la suppression de l’insurrection du ghetto de Varsovie. Initialement titré « Le quartier juif de Varsovie n’existe plus ! », il est communément appelé « Rapport Stroop ».
Ce rapport a été commandé par Friedrich-Wilhelm Krüger, supérieur hiérarchique de Stroop et Chef suprême de la SS et de la police en Pologne, et conçu comme un album souvenir pour Heinrich Himmler. Il s’agit d’un document dactylographié, relié en noir en cuir de galets, avec plus de cinquante photographies accompagnées de légendes en écriture gothique.
Il se compose de trois parties. Une introduction et un résumé des opérations menées par les SS, une collection de tous les communiqués quotidiens envoyés à Friedrich-Wilhelm Krüger, ainsi qu’une série d’environ cinquante-deux photographies.
Le rapport a été copié en trois exemplaires pour Heinrich Himmler, Friedrich-Wilhelm Krüger et Jürgen Stroop. Ces trois exemplaires ont été récupérés à la fin de la guerre. Présentant de légères différences dans la disposition du texte ainsi que des photos, ils sont actuellement conservés aux National Archives à Washington, D.C., au Bundesarchiv à Coblence et à l’Institut de la mémoire nationale à Varsovie.
Une des copies a été utilisée comme preuve au Tribunal militaire international de Nuremberg. Elle fut présentée pour la première fois aux  juges par le procureur en chef américain Robert H. Jackson lors de son discours d’ouverture.

## Photographie du rapport Stroop
L'exemplaire de l'Institut de la mémoire nationale polonais contient 53 photographies sur 49 pages, tandis que la copie des National Archives américaines a le même nombre de photographies sur 52 pages. 37 photographies apparaissent sur les deux exemplaires, mais pas toujours avec la même taille, le même cadrage ou le même ordre et parfois avec des légendes différentes. Seize plans dans chaque exemplaire sont différents, bien que souvent très similaires, car ils représentent les mêmes événements. Au total, dans les deux versions du rapport, il y a 69 photographies uniques.
L'identité des photographes qui ont accompagné le siège de Stroop pendant l'opération est inconnue. Franz Konrad, officier SS, a avoué avoir pris certaines des photographies ; les autres ont probablement été prises par des photographes de Propaganda Bäumen nr 689. En plus des photographies trouvées dans les rapports, il existait environ 45 photographies supplémentaires qui n'y figuraient pas. Selon Yad Vashem, celles-ci ont été trouvés en possession de Stroop lorsqu'il a été capturé par les Américains après la guerre. Certaines de ces photographies étaient étroitement liées à celles utilisées dans le rapport, car elles dépeignent les mêmes événements. Bon nombre de ces photographies supplémentaires sont décrites dans des sources réputées comme provenant du rapport Stroop, même si elles n'apparaissent dans aucune des copies restantes.
Les photographies de haute qualité prises pour Stroop constituent une documentation unique de la dernière étape de la liquidation du ghetto de Varsovie. Le photographe a été autorisé à accéder au cercle restreint de Stroop, à accompagner les forces qui ont participé à la liquidation du ghetto, et à se rapprocher des zones de combat. Hormis une douzaine de photographies sincères prises par le pompier polonais Leszek Grzywaczewski, ce sont les seules photographies du soulèvement du ghetto prises à l'intérieur du ghetto. Certaines d'entre elles sont devenues des images hautement reconnues de la Seconde Guerre mondiale et la Shoah.
Les légendes des photographies dans le rapport sont souvent très racistes et contiennent peu de faits sur leur contenu. Ils expriment l'état d'esprit des auteurs du rapport. Elles sont écrites en écriture Sütterlin et, dans certains cas, ne correspondent pas aux images. De nombreux lieux, personnes et événements représentés n'ont été identifiés qu'après la publication du rapport.

### Une des photos les plus célèbres de la Seconde Guerre mondiale

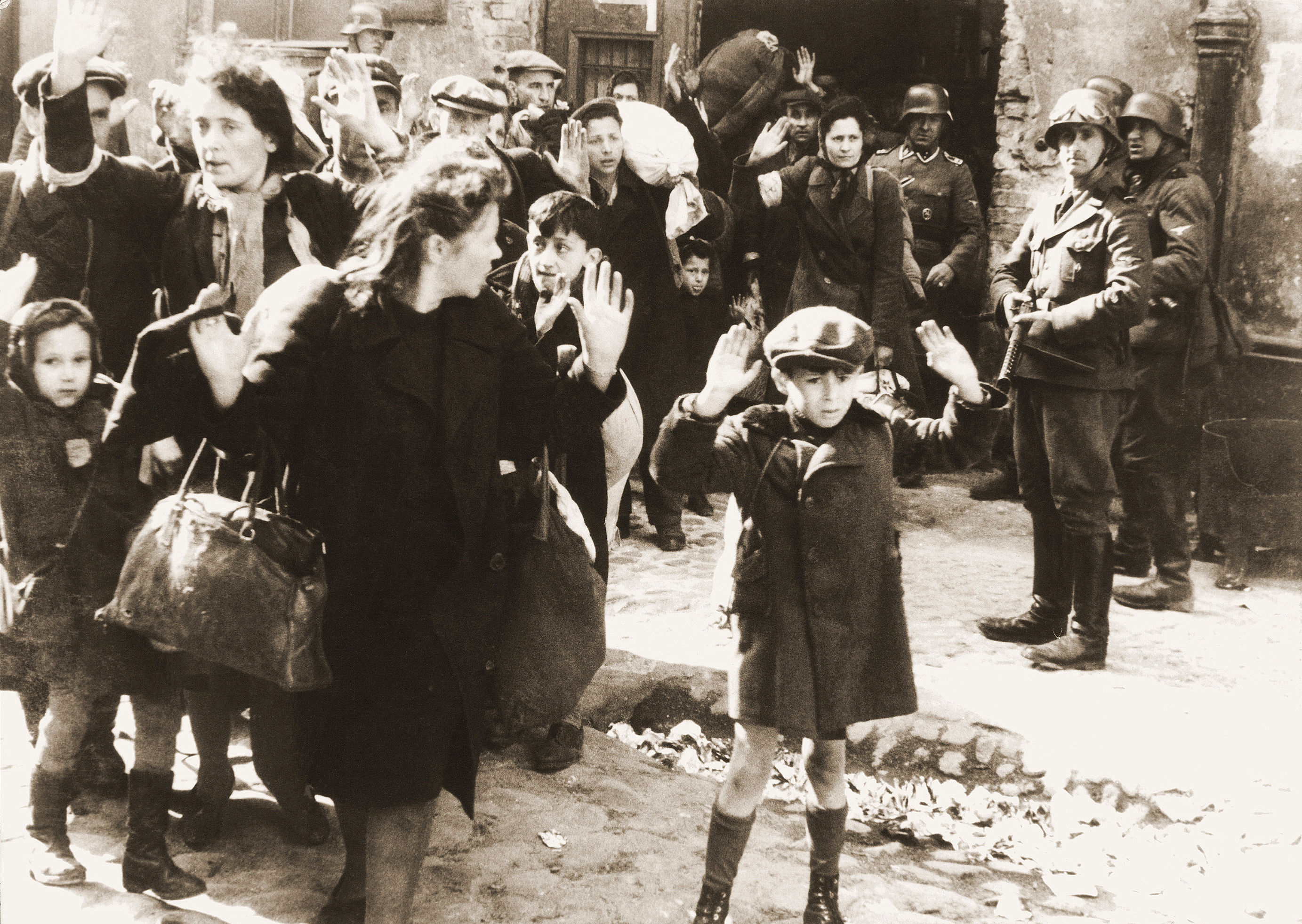
L’enfant juif de Varsovie.

Cette photo extraite du rapport Stroop est l’une des plus célèbres de la Seconde Guerre mondiale[source insuffisante] La légende originale en allemand « Mit Gewalt aus Bunkern hervorgeholt » peut être traduite en français par « Forcés hors de leurs trous ». Son auteur est inconnu.
Certaines des personnes visibles sur cette photo ont été reconnues :
- Le garçon au premier plan est peut-être : Artur Dab Siemiatek, Levi Zelinwarger (près de sa mère Chana Zelinwarger) ou Tsvi Nussbaum.,
- Hanka Lamet - La petite fille à gauche,
- Matylda Lamet Goldfinger - La mère de Hanka, deuxième en partant de la gauche,
- Leo Kartuziński - En arrière-plan avec un sac blanc sur l’épaule,
- Golda Stavarowski - La première femme à droite, au fond, qui ne lève qu’une main,
- Josef Blösche - Le SS avec une arme à feu à droite.

### Autres photos
En italique, la traduction des légendes d’origine du rapport Stroop.

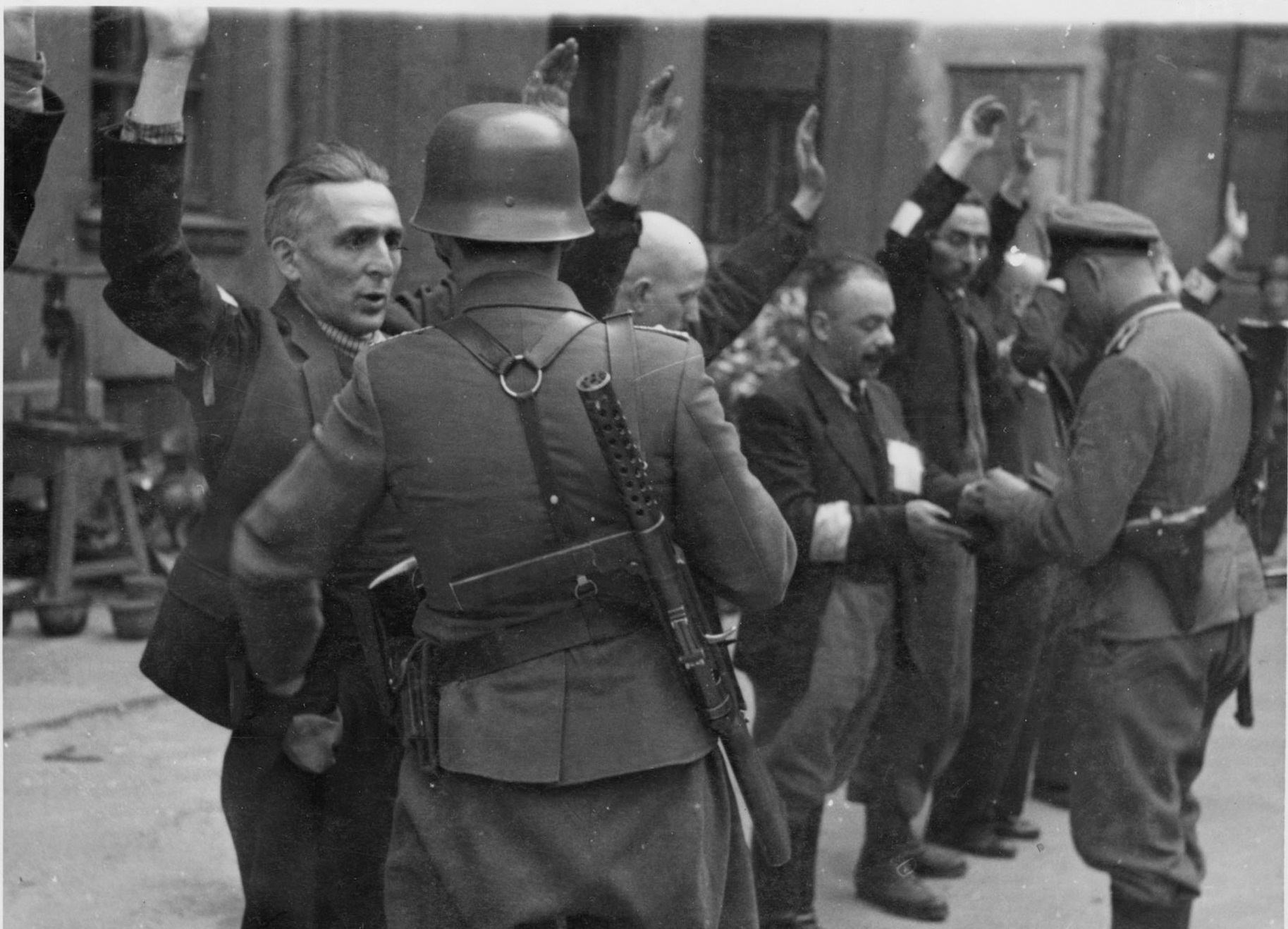
Nr.4La société Brauer.
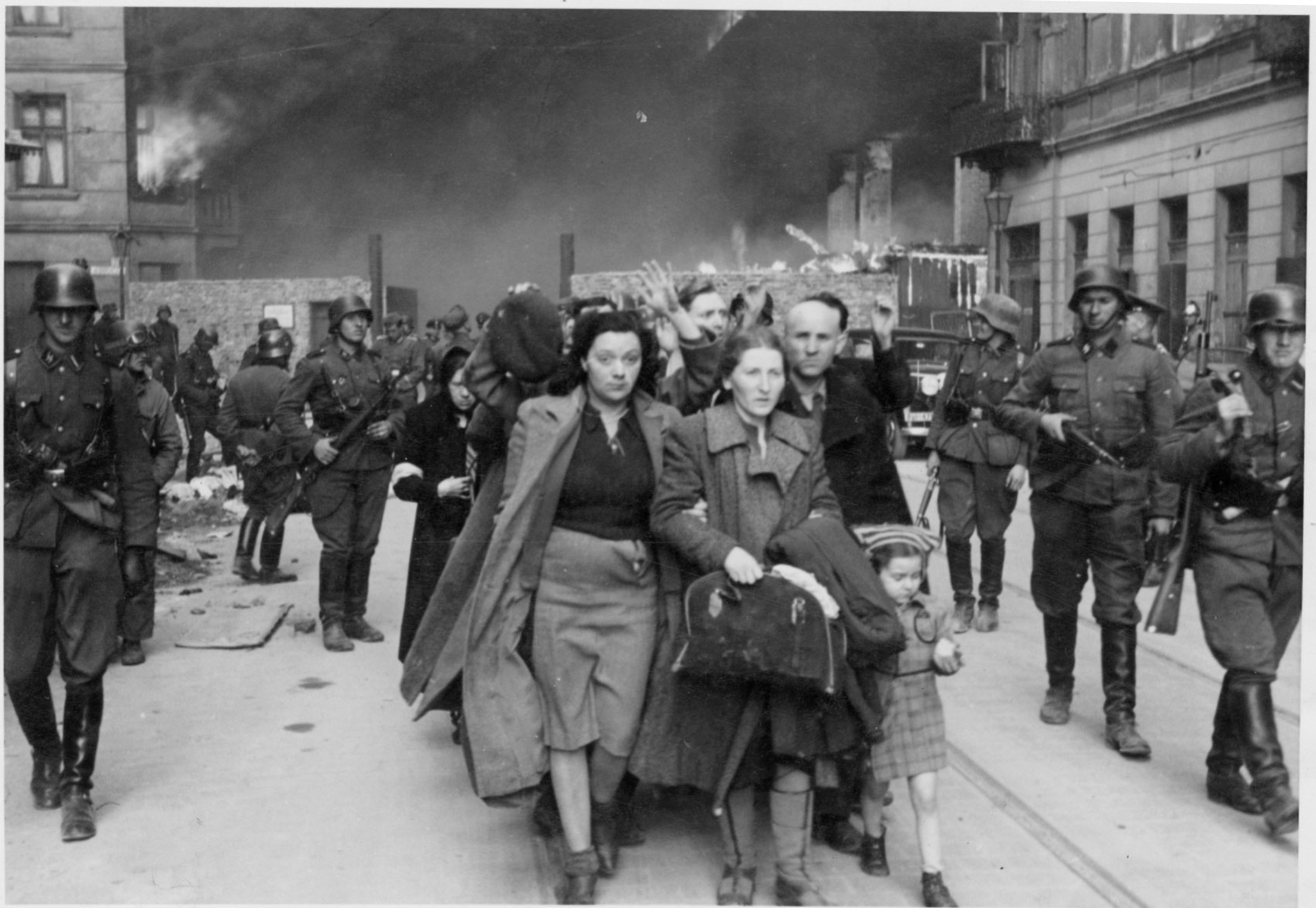
Sortis de force de leur retranchement.
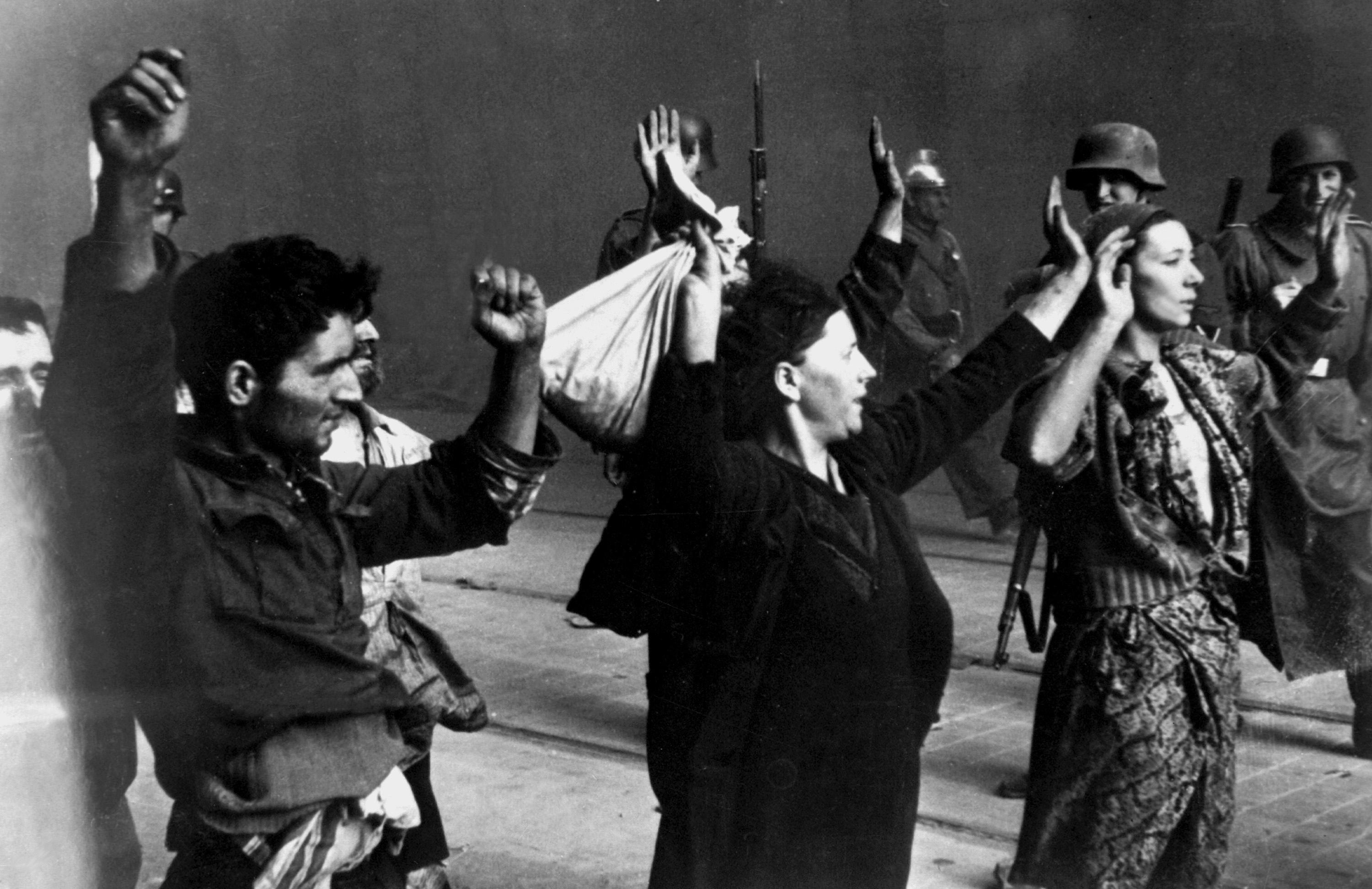
Nr.13 Ces bandits résistèrent par la force des armes.
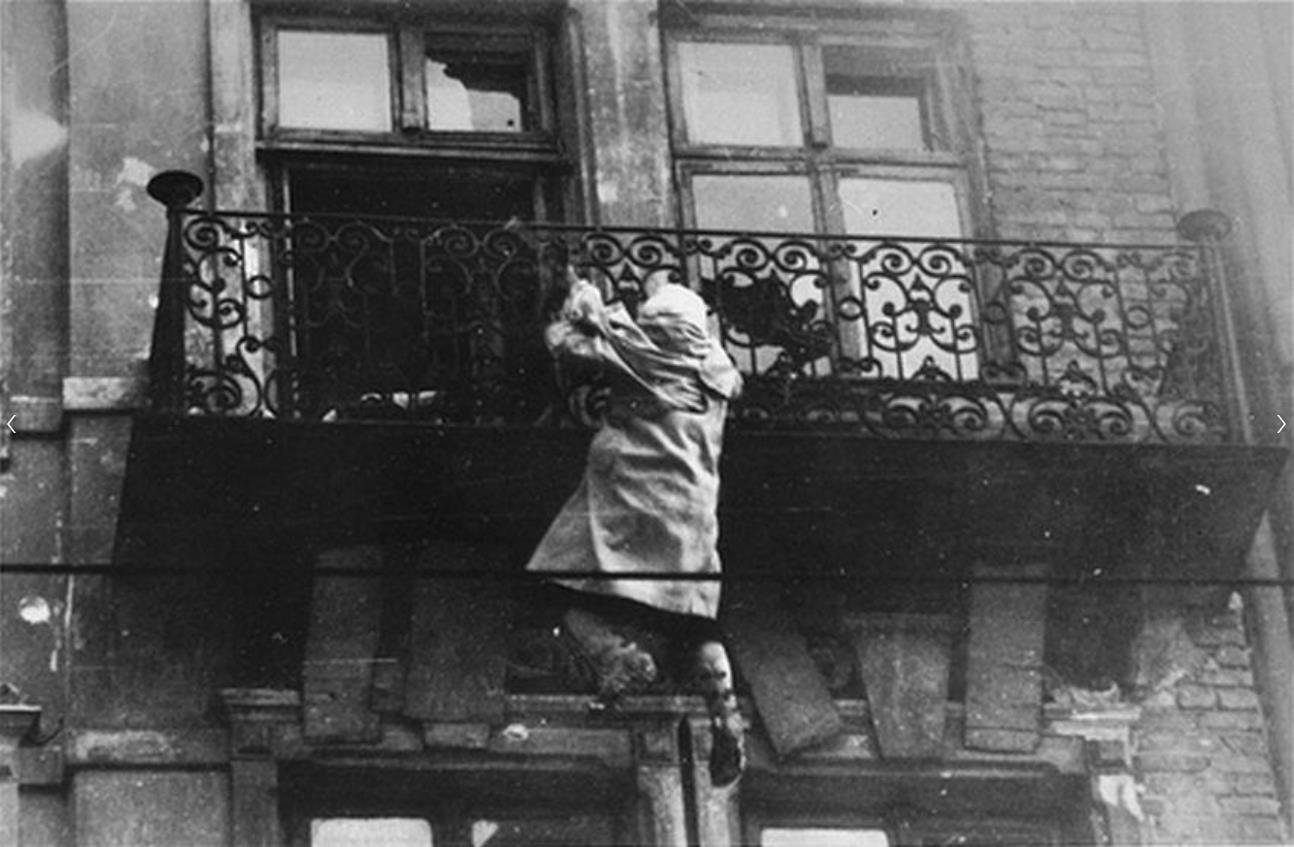
Une femme s’accroche à un balcon, se préparant à sauter dans la rue où les SS l’attendent.
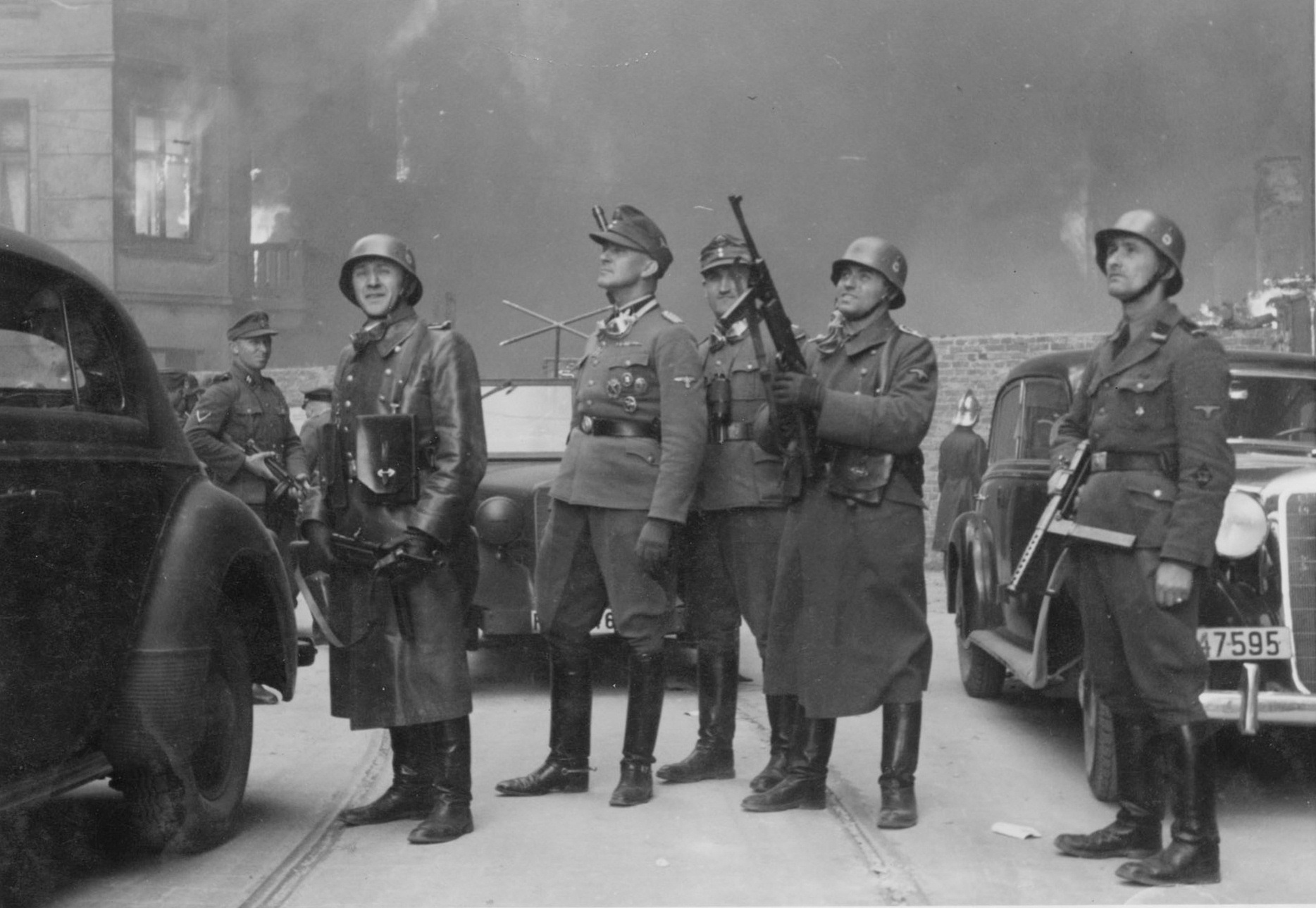
Le guide de la grande opération. Le général SS Jürgen Stroop est au centre, légèrement à gauche regardant en l’air ; Le Rottenführer SS à droite est peut-être Josef Blösche.